# Denis Godeas
Denis Godeas (Medea, 25 luglio 1975) è un allenatore di calcio ed ex calciatore italiano, di ruolo attaccante.
Uomo simbolo della Triestina, è stato uno dei calciatori più rappresentativi della squadra giuliana, di cui è anche il capocannoniere assoluto con 90 reti complessive.
Con 105 reti in campionato (più due negli spareggi di play-off e play-out), distribuite fra Messina, Bari, Triestina e Mantova, si trova attualmente al diciassettesimo posto della classifica dei migliori marcatori di sempre della Serie B.
È anche uno dei tre calciatori, assieme a Antonio Martorella e Marcello Diomedi, ad aver giocato e segnato almeno un goal in ogni categoria del settore calcistico nazionale, dalla Serie A alla Terza Categoria, con il plus rispetto a questi ultimi di aver segnato anche nelle coppe europee (in particolare, la Coppa UEFA).

## Caratteristiche tecniche
Era un centravanti molto forte fisicamente, noto principalmente per la sua grande prolificità sotto rete. Queste qualità gli sono valse il soprannome L'ariete di Medea.

## Carriera

### Giocatore

#### Gli inizi con la Triestina
Dopo un anno nel settore giovanile del Medea e 2 anni nell’Itala San Marco, la sua carriera professionistica inizia nella Triestina, società che lo ha cresciuto nel settore giovanile e che lo fa debuttare in Serie C1 ancora diciassettenne, nella stagione 1991-1992. Nell'annata del debutto gioca cinque partite in campionato, segnando anche la sua prima rete da professionista. Seguono altre due stagioni nella stessa categoria con la Triestina, nelle quali colleziona quattro presenze complessive. Tuttavia, nell'estate del 1994, il fallimento della società giuliana sancisce la prima separazione dalla maglia alabardata.

#### Il passaggio all'Udinese e i prestiti
Passa quindi all'Udinese, che nell'annata 1994-1995 è in Serie B: con i friulani disputa una sola partita, fregiandosi però della promozione a fine stagione. Poiché tutti gli spazi in maglia bianconera sono chiusi, Godeas va a lungo in prestito.
Durante la stagione 1995-1996 scende in campo con continuità nelle file del Sora, giocando 31 partite e segnando due reti in Serie C1. Disputa il campionato successivo con il Prato, sempre nella terza serie, totalizzando 7 gol in 32 partite. Continua ad essere mandato in prestito dall'Udinese anche negli anni successivi, giocando nell'ordine con la Cremonese (con cui segna 5 reti in 24 presenze in Serie C1), al Livorno (11 presenze ed un gol in C1, prima della nuova partenza nel febbraio del 1999) e, poi, di nuovo alla Triestina, in Serie C2, dove segna sette reti in dieci gare, fra cui una doppietta in trasferta a Sassuolo ed una tripletta durante un posticipo serale contro la Vis Pesaro. In questo lasso di tempo, Godeas non ha mai la possibilità di giocare partite ufficiali con l'Udinese e, quindi, di debuttare in Serie A.
L'annata 1999-2000 è negativa: a settembre passa in prestito agli olandesi del De Graafschap, nella Eredivisie, dove però non scende in campo nemmeno una volta. Di conseguenza, nel febbraio del 2000 giunge al Treviso. Con i veneti gioca 9 partite di Serie B, senza mai andare a segno. Alla fine di questa stagione, Godeas conclude anche il rapporto con l'Udinese.

#### Messina e Como
All'inizio della stagione 2000-2001, si trasferisce a titolo definitivo al Messina, con cui ottiene subito la promozione dalla Serie C1 alla Serie B, anche grazie alle sue 10 marcature in 28 partite. L'anno successivo, nella serie cadetta, segna 15 reti nelle 37 partite di campionato disputate.
Nel 2002 viene acquistato dal Como, ottenendo così la sua prima vera opportunità di giocare nella massima serie italiana. Esordisce in Serie A il 14 settembre 2002, in Como-Empoli (0-2). Con i lombardi gioca 12 gare, segnando una rete (la sua prima in Serie A). Nel gennaio 2003 il Como lo gira al Bari, in Serie B: la sua esperienza in Puglia si conclude con 12 presenze e una rete all'attivo.

#### Il ritorno alla Triestina e il periodo a Palermo
Nel 2003 ritorna alla Triestina, dove rimarrà per due stagioni e mezza. Nella sua prima stagione di nuovo in alabardato, segna 10 reti in 44 partite e i giuliani finiscono al decimo posto; l'anno successivo diventa capitano della squadra, che però vive una stagione negativa. Ciò nonostante, Godeas totalizza 14 centri in 42 gare: in più, nella gara di ritorno del play-out contro il Vicenza segna una doppietta, regalando così la salvezza agli alabardati, anche se due mesi dopo lo spareggio sarà reso ininfluente dalla retrocessione a tavolino del Genoa, dovuta a un caso di "combine".
Nelle prime fasi dell'annata 2005-2006, Godeas si oppone apertamente al comportamento, ritenuto spregiudicato, del nuovo proprietario della Triestina, l'architetto Flaviano Tonellotto: come risultato, viene multato e messo fuori rosa dallo stesso presidente, così come altri sei compagni di squadra. Alla presentazione ufficiale della squadra, il pubblico triestino insulta e contesta il proprietario per questa scelta. Alla fine, Godeas torna a far parte della squadra e segna 9 reti in 21 gare. Tuttavia, l'11 gennaio 2006 viene acquistato dal Palermo per 1,1 milioni di euro, una decisione che va a fomentare ulteriormente le manifestazioni contro Tonnellotto, il quale sarà poi deferito e costretto a cedere le quote della società dalla Commissione Disciplinare della FIGC nella primavera dello stesso anno.
Con i rosanero, Godeas fatica a trovare spazio in campionato e viene impiegato specialmente in Coppa UEFA, ma gli infortuni e la scarsa vena realizzativa degli altri attaccanti Makinwa e Caracciolo fanno sì che il friulano concluda la stagione da frequente titolare, venendo schierato al fianco di David Di Michele. Chiude la stagione con 15 apparizioni e 3 gol (più uno in Coppa UEFA), tra cui uno realizzato a Torino contro la Juventus. In particolare, decide l'incontro sullo Slavia Praga (1-0), segnando la rete decisiva che consente ai siciliani di passare agli ottavi di finale di Coppa UEFA grazie alla regola dei gol fuori casa (2-2 complessivo). In campionato utilizza il n° 99, come alla Triestina, mentre in Coppa UEFA, visto che lo stesso numero era già stato vestito da Matteo Guardalben (ceduto sempre nella sessione invernale di mercato), ha optato per il n° 90.

#### Chievo e Mantova
Nell'estate del 2006, Godeas viene ceduto al Chievo Verona nell'ambito della trattativa che porta il brasiliano Amauri in Sicilia: tuttavia, con l'arrivo di Luigi Delneri, colleziona solo 5 presenze nella società gialloblù. Nel gennaio 2007, passa quindi al Mantova dove, dopo aver esordito contro la Juventus nella storica prima sconfitta in Serie B dei bianconeri, pone la sua firma su sei marcature. Nella stagione successiva, mette a segno addirittura 28 gol, che gli permettono di ottenere il titolo di capocannoniere di cadetteria. Anche per via del legame stretto con la società e i tifosi, il 2 settembre dello stesso anno rinnova il contratto con la società virgiliana, ponendo la nuova scadenza al 30 giugno 2011. Tuttavia, la stagione 2008-2009 è all'insegna della sfortuna: l'attaccante friulano è, suo malgrado, vittima di aspre contestazioni da parte di alcuni ultras del Mantova, mentre diversi guai fisici ne riducono drasticamente l'apporto sotto rete e lo costringono a chiudere il campionato con alcune settimane di anticipo.

#### I nuovi ritorni alla Triestina e la parentesi a Venezia
Dopo il brusco raffreddamento del rapporto con i lombardi, il 14 luglio 2009 Godeas viene ceduto a titolo definitivo alla Triestina: in questo modo, il centravanti si unisce alla squadra giuliana per la terza volta nella sua carriera.
Il 2 ottobre 2010, nel corso della vittoria interna della Triestina sul Crotone per 3-0, realizza la sua centesima rete nella serie cadetta. Il 2 ottobre 2011, in occasione della partita tra Triestina e Carrarese valida per la Prima Divisione della Lega Pro, viene premiato con una targa celebrativa dal Centro Coordinamento Triestina Club per aver raggiunto le 200 presenze in maglia alabardata. Tuttavia, a fine stagione rimane svincolato per il fallimento della società, costretta dunque a ripartire dalla Serie D.
Il 23 agosto 2012 si accorda con il Venezia, neopromosso in Lega Pro Seconda Divisione, in cui disputa un'ottima stagione, segnando 17 reti in 30 partite di campionato. Tuttavia, dopo un solo anno in laguna si unisce di nuovo alla Triestina (nel frattempo, ribattezzata come "Unione Triestina") per la stagione 2013-2014; si tratta del quarto ritorno alla società alabardata, ad appena un anno dall'ultima occasione. Le sue prestazioni gli consentono di diventare il miglior marcatore della storia alabardata, con 88 goal (85 in campionato e 3 fra Coppa Italia e play-out di Serie B).

#### Gli anni del dilettantismo, lo storico record e il ritiro dal calcio giocato
Il 18 agosto 2014, diventa ufficialmente un giocatore del Unione Fincantieri Monfalcone, società dilettantistica con cui si allenava già da inizio mese. In questo modo, inaugura una lunga e ultima fase della sua carriera, trascorsa esclusivamente nei campionati dilettantistici regionali del Friuli-Venezia Giulia. Nella sua prima stagione in Eccellenza, ha anche la possibilità di guidare i goriziani alla promozione in Serie D.
Nel 2016 torna in Eccellenza, assumendo il ruolo di giocatore/allenatore del Lumignacco (nei pressi di Udine), mentre il 20 agosto 2017 comunica sulla sua pagina Facebook il suo ritorno al Monfalcone, questa volta in Seconda Categoria. Il 21 settembre 2018, invece, diventa un giocatore/allenatore, capitano e responsabile dell'area tecnica della neo-fondata Triestina Victory, società satellite della Triestina, che guida immediatamente dalla Terza alla Prima Categoria. Nell'estate del 2019 passa in prestito per metà stagione al Trieste Calcio, in Promozione, per poi tornare alla Triestina Victory nel girone di ritorno.

Il 4 ottobre 2020, all'età di 45 anni, segna un gol nella partita tra Triestina Victory e ASD Mariano 1925, terminata 2-2, entrando così nella storia del calcio italiano per aver segnato in tutte le sue categorie, sia professionistiche che dilettantistiche: Serie A, Serie B, Serie C1, Serie C2, Lega Pro, Serie D, Eccellenza, Promozione, Prima Categoria, Seconda Categoria e Terza Categoria. Commentando il record, Godeas ha dichiarato:
Questo gol contro il Mariano non aggiunge nulla alla mia carriera: io ho già ampiamente dato e mi ritengo fortunato ad aver fatto il professionista per 21 anni. Né voleva essere una competizione coi colleghi che mi hanno preceduto, come Diomedi e Martorella, di cui conoscevo perfettamente la storia, che oggi è anche la mia. Semplicemente, si tratta di una soddisfazione che volevo assolutamente togliermi, dopo essere ripartito dalla Terza Categoria.
Il 27 gennaio 2021, a cinque mesi dalla scadenza naturale del contratto, annuncia il definitivo addio al calcio giocato. Nel corso di tutta la sua carriera, contando sia il periodo da professionista, sia quello fra i dilettanti, Godeas ha disputato in tutto 842 partite, segnando 335 volte.

### Allenatore
Cjarlins Muzane
Subito dopo aver annunciato il suo ritiro, assume il ruolo di vice allenatore del Cjarlins Muzane, club friulano di Serie D: va così ad affiancare l'allenatore Nicola Princivalli, suo ex compagno di squadra e giocatore di lungo corso alla Triestina. A fine stagione, Princivalli e Godeas non vengono confermati dalla società.
Sistiana-Sesljan
Il 15 aprile 2022 assume il ruolo di allenatore del Sistiana-Sesljan, nel girone B dell'Eccellenza friulana. Il 1º maggio nel playout contro l'Ancona Lumignacco, nonostante la sconfitta per 1-0 sul campo di Pavia di Udine, porta la squadra alla salvezza grazie al 3-0 rifilato agli avversari tra le mura amiche una settimana prima. Dopo la retrocessione nel torneo di Promozione della stagione 2023-2024, la società comunica che il rapporto di collaborazione con il tecnico terminerà alla scadenza naturale del contratto, ovvero il 30 giugno 2024.

## Statistiche

### Presenze e reti nei club
| Stagione            | Squadra           | Campionato        | Campionato | Campionato | Coppe nazionali | Coppe nazionali | Coppe nazionali | Coppe europee | Coppe europee | Coppe europee | Altre coppe | Altre coppe | Altre coppe | Totale | Totale |
| Stagione            | Squadra           | Comp              | Pres       | Reti       | Comp            | Pres            | Reti            | Comp          | Pres          | Reti          | Comp        | Pres        | Reti        | Pres   | Reti   |
| ------------------- | ----------------- | ----------------- | ---------- | ---------- | --------------- | --------------- | --------------- | ------------- | ------------- | ------------- | ----------- | ----------- | ----------- | ------ | ------ |
| 1991-1992           | Triestina         | C1                | 5          | 1          | -               | -               | -               | -             | -             | -             | -           | -           | -           | 5      | 1      |
| 1992-1993           | Triestina         | C1                | 3          | 0          | -               | -               | -               | -             | -             | -             | -           | -           | -           | 3      | 0      |
| 1993-1994           | Triestina         | C1                | 1          | 0          | CI-C            | 0               | 0               | -             | -             | -             | -           | -           | -           | 1      | 0      |
| 1994-1995           | Udinese           | B                 | 1          | 0          | CI              | 0               | 0               | -             | -             | -             | -           | -           | -           | 1      | 0      |
| 1995-1996           | Sora              | C1                | 31         | 2          | CI-C            | 0               | 0               | -             | -             | -             | -           | -           | -           | 31     | 2      |
| 1996-1997           | Prato             | C1                | 32         | 7          | CI-C            | 0               | 0               | -             | -             | -             | -           | -           | -           | 32     | 7      |
| 1997-1998           | Cremonese         | C1                | 24         | 5          | CI+CI-C         | 1+0             | 0               | -             | -             | -             | -           | -           | -           | 25     | 5      |
| set.-ott. 1998      | Udinese           | A                 | 0          | 0          | CI              | 1               | 0               | CU            | 0             | 0             | -           | -           | -           | 1      | 0      |
| Totale Udinese      | Totale Udinese    | Totale Udinese    | 1          | 0          |                 | 1               | 0               |               | 0             | 0             |             | -           | -           | 2      | 0      |
| ott. 1998-gen. 1999 | Livorno           | C1                | 11         | 1          | CI+CI-C         | 0+4             | 1               | -             | -             | -             | -           | -           | -           | 15     | 2      |
| gen.-giu. 1999      | Triestina         | C2                | 10+3       | 7          | CI-C            | -               | -               | -             | -             | -             | -           | -           | -           | 13     | 7      |
| 1999-feb. 2000      | De Graafschap     | E                 | 0          | 0          | CO              | 0               | 0               | -             | -             | -             | -           | -           | -           | 0      | 0      |
| feb.-giu. 2000      | Treviso           | B                 | 9          | 0          | CI              | -               | -               | -             | -             | -             | -           | -           | -           | 9      | 0      |
| 2000-2001           | Messina           | C1                | 28+4       | 10+1       | CI-C            | -               | -               | -             | -             | -             | -           | -           | -           | 32     | 11     |
| 2001-2002           | Messina           | B                 | 37         | 15         | CI              | 6               | 3               | -             | -             | -             | -           | -           | -           | 43     | 18     |
| Totale Messina      | Totale Messina    | Totale Messina    | 65+4       | 25+1       |                 | 6               | 3               |               | -             | -             |             | -           | -           | 75     | 29     |
| 2002-gen. 2003      | Como              | A                 | 12         | 1          | CI              | 1               | 0               | -             | -             | -             | -           | -           | -           | 13     | 1      |
| gen.-giu. 2003      | Bari              | B                 | 12         | 1          | CI              | -               | -               | -             | -             | -             | -           | -           | -           | 12     | 1      |
| 2003-2004           | Triestina         | B                 | 44         | 10         | CI              | 0               | 0               | -             | -             | -             | -           | -           | -           | 44     | 10     |
| 2004-2005           | Triestina         | B                 | 42+2       | 14+2       | CI              | 3               | 0               | -             | -             | -             | -           | -           | -           | 47     | 16     |
| 2005-gen. 2006      | Triestina         | B                 | 21         | 9          | CI              | 1               | 0               | -             | -             | -             | -           | -           | -           | 22     | 9      |
| gen.-giu. 2006      | Palermo           | A                 | 15         | 3          | CI              | 4               | 0               | CU            | 3             | 1             | -           | -           | -           | 22     | 4      |
| 2006-gen. 2007      | Chievo            | A                 | 5          | 0          | CI              | 2               | 0               | UCL+CU        | 0+2           | 1             | -           | -           | -           | 9      | 1      |
| gen.-giu. 2007      | Mantova           | B                 | 19         | 6          | CI              | -               | -               | -             | -             | -             | -           | -           | -           | 19     | 6      |
| 2007-2008           | Mantova           | B                 | 41         | 28         | CI              | 1               | 0               | -             | -             | -             | -           | -           | -           | 42     | 28     |
| 2008-2009           | Mantova           | B                 | 40         | 9          | CI              | 1               | 1               | -             | -             | -             | -           | -           | -           | 41     | 10     |
| Totale Mantova      | Totale Mantova    | Totale Mantova    | 100        | 43         |                 | 2               | 1               |               | -             | -             |             | -           | -           | 102    | 44     |
| 2009-2010           | Triestina         | B                 | 34+2       | 6          | CI              | 3               | 1               | -             | -             | -             | -           | -           | -           | 39     | 7      |
| 2010-2011           | Triestina         | B                 | 33         | 7          | CI              | 1               | 0               | -             | -             | -             | -           | -           | -           | 34     | 7      |
| 2011-2012           | Triestina         | 1D                | 33+1       | 15         | CI+CI-LP        | 3+0             | 2               | -             | -             | -             | -           | -           | -           | 37     | 16     |
| 2012-2013           | Venezia           | 2D                | 30+4       | 17+1       | CI-LP           | 1               | 0               | -             | -             | -             | -           | -           | -           | 35     | 18     |
| 2013-2014           | Triestina         | D                 | 34         | 17         | CI-D            | 0               | 0               | -             | -             | -             | -           | -           | -           | 34     | 17     |
| Totale Triestina    | Totale Triestina  | Totale Triestina  | 260+8      | 86+2       |                 | 11              | 3               |               | -             | -             |             | -           | -           | 279    | 90     |
| 2014-2015           | Monfalcone        | Eccellenza        | 30         | 27         | -               | -               | -               | -             | -             | -             | -           | -           | -           | 30     | 27     |
| 2015-2016           | Monfalcone        | D                 | 37         | 19         | CI-D            | 1               | 1               | -             | -             | -             | -           | -           | -           | 38     | 20     |
| 2016-2017           | Lumignacco        | Eccellenza        | 30         | 16         | CI-Dil          | 4               | 3               | -             | -             | -             | -           | -           | -           | 34     | 19     |
| 2017-2018           | Monfalcone        | Seconda categoria | 29         | 26         | -               | -               | -               | -             | -             | -             | -           | -           | -           | 29     | 26     |
| Totale Monfalcone   | Totale Monfalcone | Totale Monfalcone | 126        | 72         |                 | 1               | 1               |               | -             | -             |             | -           | -           | 127    | 73     |
| 2018-2019           | Triestina V.      | Terza Categoria   | 23         | 27         | -               | -               | -               | -             | -             | -             | -           | -           | .           | 25     | 28     |
| 2019-2020           | Trieste Calcio    | Promozione        | 10         | 4          | -               | -               | -               | -             | -             | -             | -           | -           | -           | 10     | 4      |
| 2020                | Triestina V.      | Seconda categoria | 10         | 4          | -               | -               | -               | -             | -             | -             | -           | -           | -           | 10     | 4      |
| 2020-2021           | Triestina V.      | Prima Categoria   | 4          | 4          | -               | -               | -               | -             | -             | -             | -           | -           | -           | 4      | 4      |
| Totale carriera     | Totale carriera   | Totale carriera   | 780+14     | 318+4      |                 | 34+4            | 11+1            |               | 5             | 2             |             | -           | -           | 842    | 335    |

## Palmarès

### Giocatore

#### Club

##### Competizioni regionali
- Eccellenza: 1

Monfalcone: 2014-2015
- Seconda Categoria: 1

Monfalcone: 2017-2018 (Girone D)

##### Competizioni nazionali
- Coppa Italia Serie C: 1

Triestina: 1993-1994

#### Individuale
- Capocannoniere della Serie B: 1

2007-2008 (28 gol)
- Capocannoniere della Coppa Italia Dilettanti Friuli-Venezia Giulia: 1

2016-2017 (3 reti, alla pari con altri 5 giocatori)